# Paloznak
Paloznak is een plaats (község) en gemeente in het Hongaarse comitaat Veszprém. Paloznak telt 401 inwoners (2001).